# Barva (materiál)

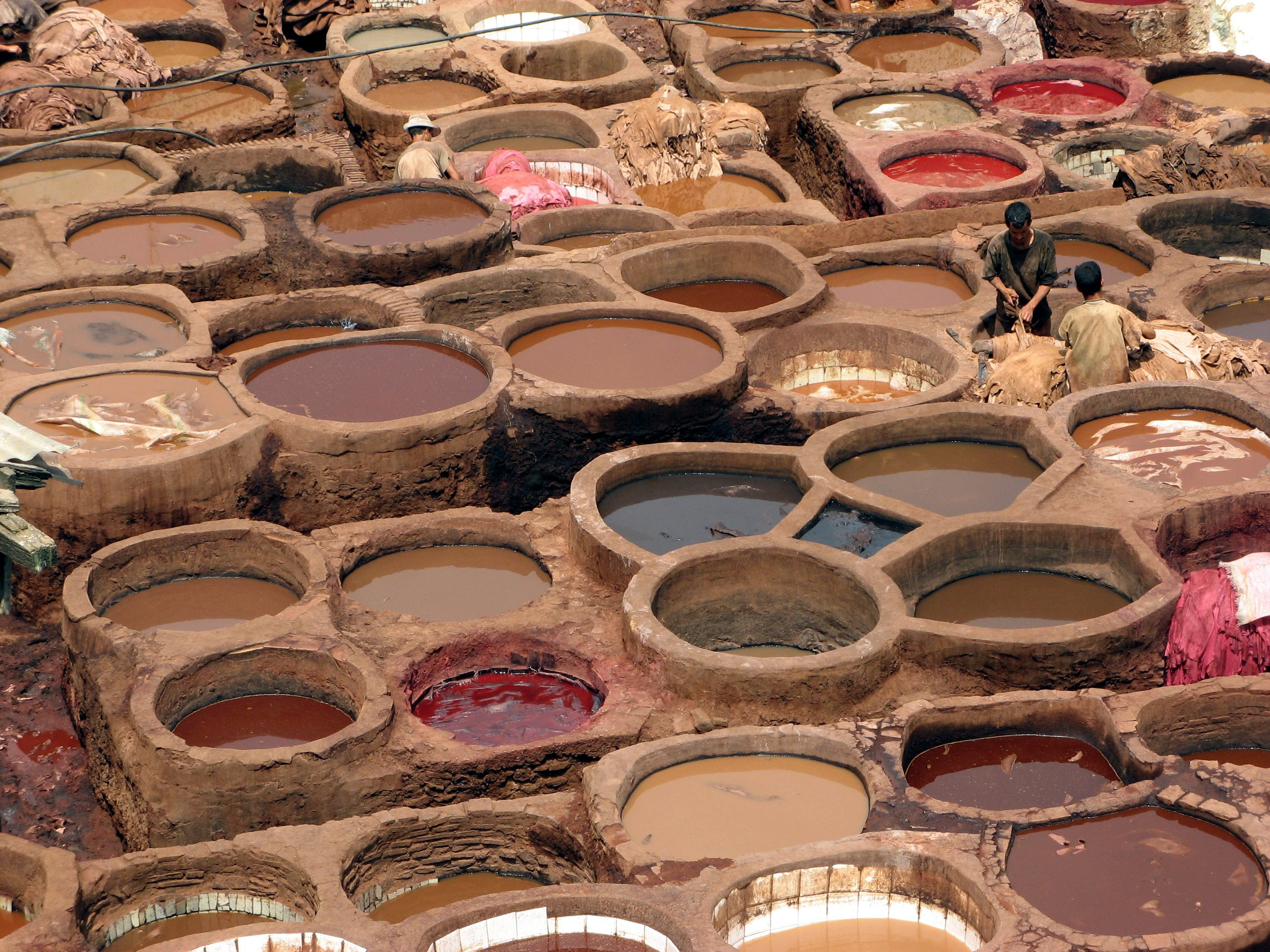
Barvící kádě na kůži

Barva je pigmentovaná nátěrová hmota, která se nanáší na předmět za účelem jeho ochrany a ke změně barevných vlastností povrchu. Nejčastěji jsou barvy kapalné, ale používají se i práškové a jiné. Podle typu rozpouštědla dělíme barvy na vodové, lihové, olejové, acetonové, atd. Komponentami barvy jsou pojivo, ředidlo a aditiva. Aditiva se obvykle skládají z pigmentů, barviv, katalyzátorů, stabilizátorů, emulgátorů a dalších látek. Důležitou vlastností barvy je její adheze – přilnavost k povrchu předmětu, na niž je nanášena.
Kromě barev se k povrchové úpravě předmětů používají laky. Liší se od barev tím, že neobsahují pigment, bývají průsvitné až průhledné, některé druhy jsou vysoce lesklé.
K barvení se používají též mořidla, která neulpívají na povrchu, ale vsakují se do objemu upravovaného materiálu.